# Piper curtifolium
Piper curtifolium är en pepparväxtart som beskrevs av C. Dc.. Piper curtifolium ingår i släktet Piper och familjen pepparväxter. Inga underarter finns listade i Catalogue of Life.